# Bataille de Custoza (1848)
Pour la seconde bataille de Custoza, voir Bataille de Custoza (1866).
Première guerre d'indépendance italienne
Batailles
- Cinq journées de Milan
- Pastrengo
- Santa Lucia
- Vicence
- Cornuda
- Curtatone et Montanara
- Goito
- Custoza
- Milan
- Novare

La première  bataille de Custoza a lieu du 23 au 27 juillet 1848 durant la première guerre d'indépendance italienne au cours du Risorgimento italien, entre les armées de l'empire d'Autriche conduites par le maréchal Radetzky, et celles du royaume de Sardaigne, conduites par le roi Charles-Albert en personne.
Elle a lieu près de la localité de Custoza (près de Vérone, en Italie du Nord) avec comme objectif le contrôle des plaines de la Vénétie et se solde par une victoire des armées autrichiennes.

## Les faits qui précèdent la bataille
Après la victoire de Goito et la conquête de Peschiera par l'armée sarde, la voie des forteresses du quadrilatère s'ouvre, mais la lenteur et l'indécision du commandement sarde lui font perdre l'avantage acquis.

## La bataille
La bataille commence le 22 juillet à Rivoli quand les Autrichiens tentent un premier assaut sur l'aile gauche de l'armée sarde. Cet assaut sera repoussé, mais aura permis à Radetzky de se rendre compte que la disposition de l'armée adverse présente de nombreux points faibles. En effet, les Sardes sont répartis sur une ligne de presque 70 km et divisés en deux groupes, ce qui réduit les forces de chacun d'entre eux et rend le centre particulièrement vulnérable. C'est donc sur cette cible que les Autrichiens concentrent leur attaque, le 23 juillet, entre les villages de Sona et de Sommacampagna. Pendant toute la journée, les Sardes opposent une farouche résistance, mais à la fin de la journée, le général Hector Gerbaix de Sonnaz ordonne la retraite.
La situation n'est pas encore catastrophique pour l'armée sarde, car les Autrichiens ont deux fois plus de pertes. De plus le repli de De Sonnaz a paradoxalement permis d'éliminer le point de faiblesse du dispositif sarde. À ce stade des opérations, une contre-offensive est impossible mais le commandement de Charles-Albert se montre indécis et quand il tente malgré tout une contre-attaque, elle doit être immédiatement interrompue en raison à la fois du manque d'approvisionnement et de la chaleur.
L'armée autrichienne reprend alors l'initiative et attaque à son tour les Sardes à Salionze, au moment où de Sonnaz avance sur Monzambano. Battu une nouvelle fois, de Sonnaz ordonne une retraite vers Valeggio, où les combats reprennent le 25 juillet. Cette fois, ce sont les Sardes qui attaquent les premiers. Mais, pour atteindre leur objectif, il leur manque les hommes de De Sonnaz. En effet celui-ci ne disposant que de troupes fatiguées et doutant de la réussite de la campagne, s'est entre-temps replié d'abord sur Volta, puis sur Goito.
L'attaque des Sardes se trouve par conséquent ralentie, ce qui donne aux Autrichiens l'occasion de reprendre l'initiative. Au cours de la furieuse bataille qui s'ensuit, les deux fils de Charles-Albert, Victor-Emmanuel et Ferdinand se distinguent. Le premier défend une position vitale en résistant à un ennemi supérieur en nombre et le second repousse à trois reprises les attaques autrichiennes avant de se retirer afin de ne pas être capturé.
Bien qu'au soir du 25 juillet la bataille semble perdue, les combats durent encore deux jours. Le général Eusebio Bava pense qu'il est possible de construire une nouvelle ligne défensive en reprenant la petite ville de Volta abandonnée par de Sonnaz. Le soir du 26 juillet, les Sardes attaquent la ville afin de la reprendre mais au matin du 27, les Autrichiens contre-attaquent et battent définitivement les Sardes.

## Les conséquences
Il s'est créé une fracture au sein du commandement sarde : alors que Charles-Albert semble disposé à continuer la lutte, Bava souhaite placer les troupes au-delà du Tessin afin de défendre les frontières du royaume de Sardaigne, jugeant impossible la défense de la Lombardie.
La défaite de l'armée sarde aboutit cependant au repli des Sardes sur l'Adda et Milan. C'est dans cette ville qu'a lieu, le 4 août, une bataille au terme de laquelle Charles-Albert demande l'armistice. L'année suivante, la défaite de Novare met un terme au conflit.